# Anderson García
Anderson García (nacido el 23 de marzo de 1981 en Santo Domingo) es un relevista dominicano que jugó en las Grandes Ligas de Béisbol durante la temporada 2007 con los Filis de Filadelfia.
García fue firmado como amateur por los Yanquis de Nueva York en mayo de 2001. En julio de 2003, fue canjeado junto con los lanzadores Jason Anderson y Ryan Bicondoa a los Mets de Nueva York por el cerrador Armando Benítez. Aunque se desempeñaba principalmente como abridor mientras jugaba con los Yankees, en la organización de los Mets era utilizado casi exclusivamente como relevista. García fue promovido la roster de los Mets en mayo de 2006, pero fue enviado rápidamente a Triple-A y nunca apareció en un juego para el equipo. En agosto de 2006, fue colocado en waivers por los Mets y reclamado por los Orioles de Baltimore. Fue reclamado posteriormente por los Filis de Filadelfia en diciembre.
En febrero de 2008, los Marineros de Seattle lo reclamaron en la lista de waivers de los Filis. García fue liberado el 9 de julio de 2008.